# Роудњице на Лаби
Роудњице на Лаби (чеш. Roudnice nad Labem) су град у Чешкој Републици, у оквиру историјске покрајине Бохемије. Роудњице на Лаби су град у оквиру управне јединице Устечки крај, где припадају округу Литомјержице.

## Географија
Роудњице на Лаби су смештене у северном делу Чешке републике. Град је удаљен од 50 km северно од главног града Прага, а од оближњег Уста на Лаби 45 km јужно.
Град Роудњице на Лаби се налази у области северне историјских области Бохемије. Град се налази у долини реке реке Лабе, на приближно 200 метара надморске висине. Подручје око града је брдовито. Близу града налази се брдо Рип, по предању место настанка чешког народа.

## Историја
Подручје Роудњица на Лаби било је насељено још у доба праисторије. Насеље под данашњим називом први пут се у писаним документима спомиње око 1167. године, а крајем 12. века насеље је добило градска права. Од настанка насеља насеље и његова околину су претежно насељени Чесима.
Године 1919. Роудњице на Лаби су постале део новоосноване Чехословачке. У време комунизма град је нагло индустријализован. После осамостаљења Чешке дошло је до раста активности са отварањем граница и либерализацијом кретања становништва.

## Становништво
Роудњице на Лаби данас имају око 13.000 становника и последњих година број становника у граду стагнира. Поред Чеха у граду живе и Словаци и Роми.

## Галерија
- Карлов трг, главни у граду
- Римокатоличка црква рождества пресвете Богородице
- Роуднички замак
- Стари градски мост

## Партнерски градови
- Десау-Рослау
- Ruelle-sur-Touvre
- Albaida Banbridge
- Амштетен